# Holländerhaus (Berlin-Niederschönhausen)

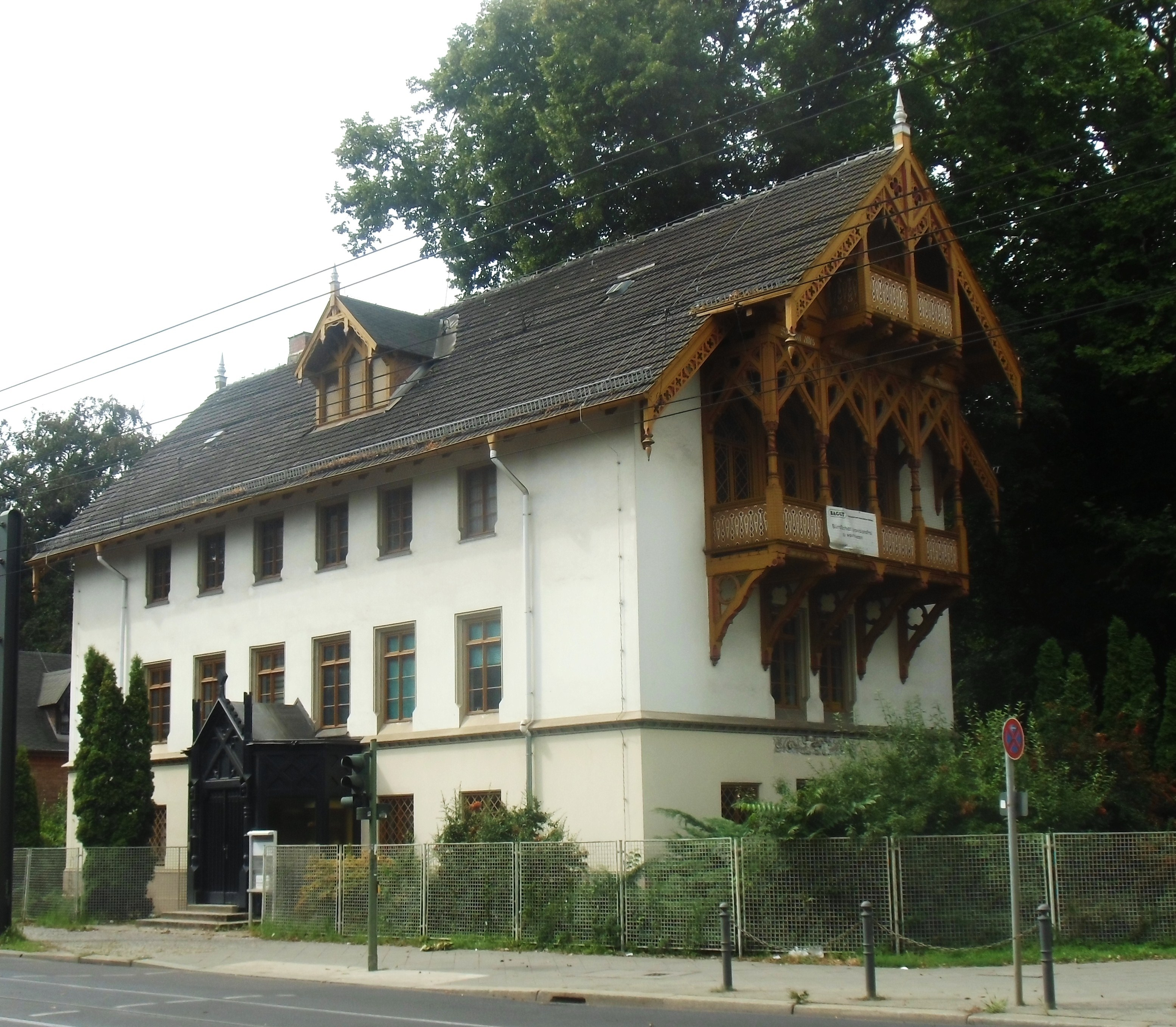
Holländerhaus (2013)

Das Holländerhaus ist ein Wohnhaus und ein Baudenkmal im Ortsteil Niederschönhausen des Berliner Bezirks Pankow.

## Geschichte

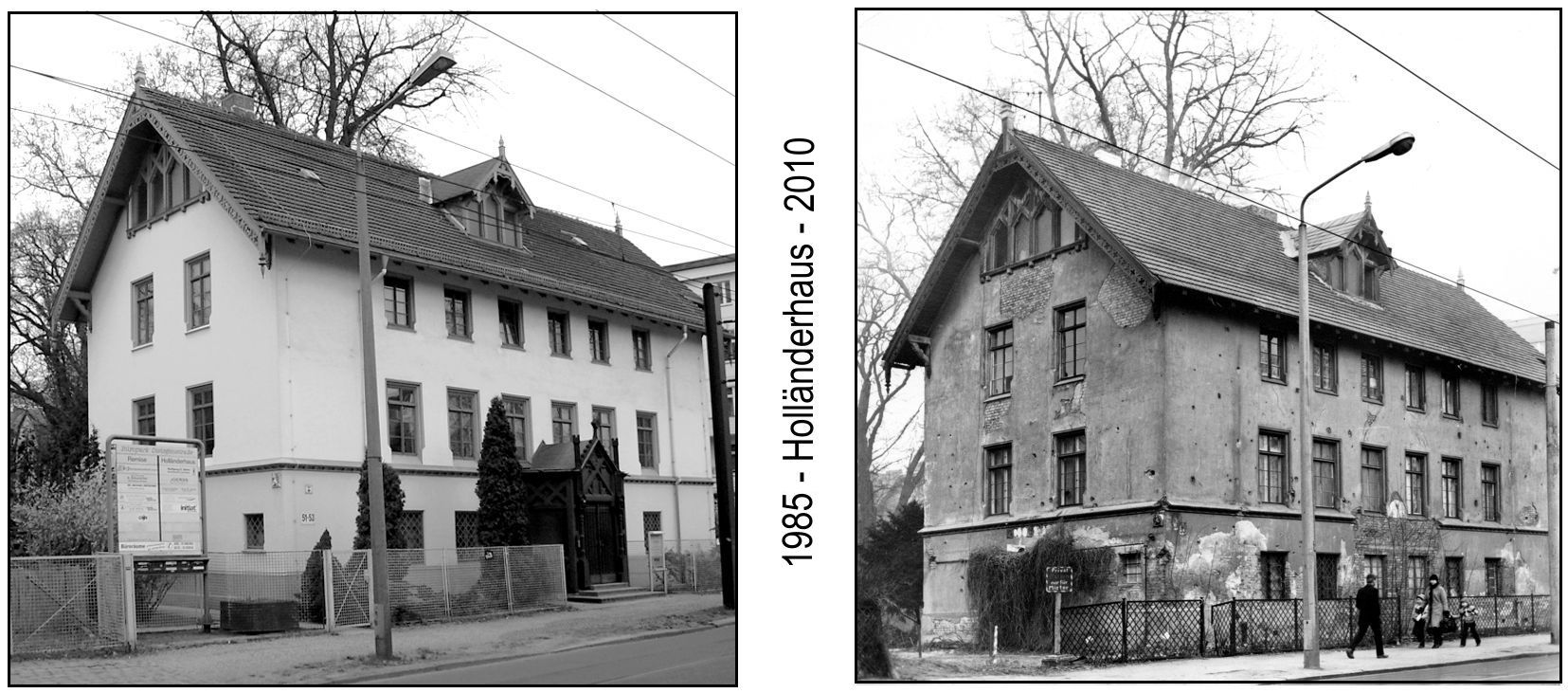
Holländerhaus 2010 und 1985

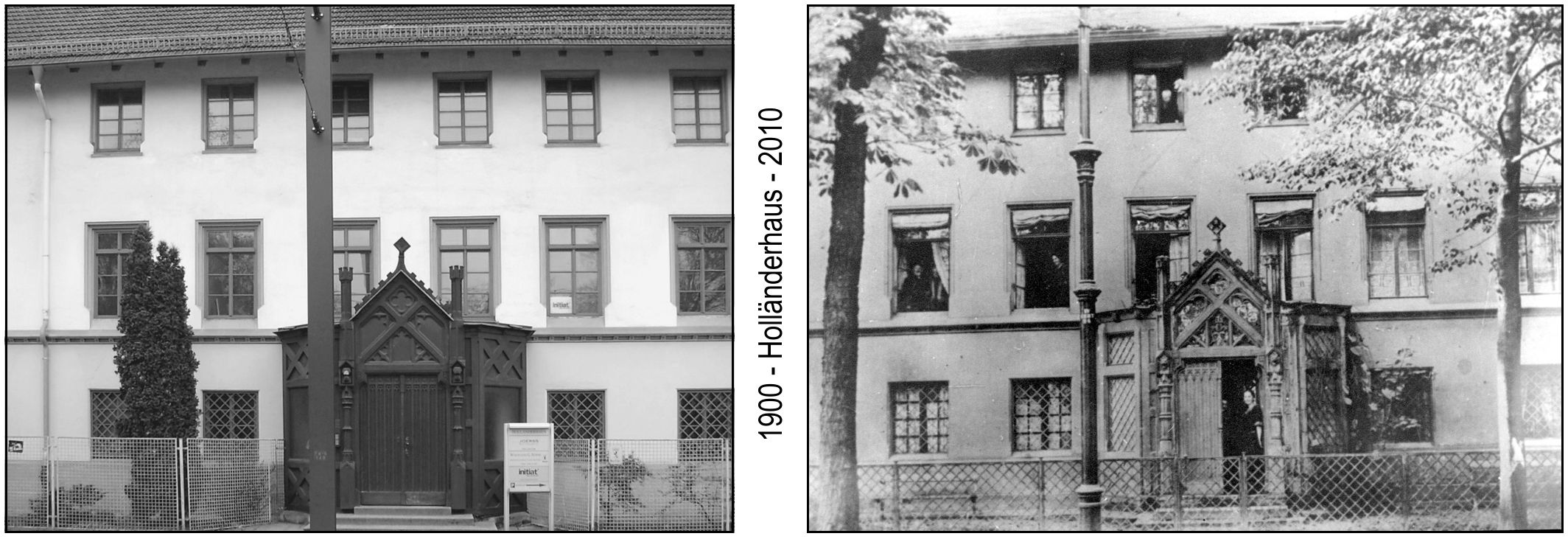
Holländerhaus-Eingang-2010 und 1900

Berlin-Niederschönhausen war bevorzugt für die „Sesshaftigkeit“ wohlhabender Städter und für den Sommeraufenthalt namhafter, mit der Preußischen Geschichte verknüpfter Persönlichkeiten. Ständige Einwohner im 19. Jahrhundert waren u. a. die Bankiers Christoph Christian Engel, Heinrich Friedrich Gottlieb Fetschow und Christian Wilhelm Brose. Zu ihren Bekannten und Gästen zählten u. a. Karl Friedrich Schinkel, die Gebrüder Gropius, Christian Peter Wilhelm Beuth, die patriotischen Generäle August Neidhardt von Gneisenau und Carl Philipp Gottlieb Clausewitz, und Franz Krüger - Berliner Maler des Vormärz.
Anfang des 19. Jahrhunderts hieß die heutige Dietzgenstraße (seit 1951) noch Dorfstraße und ab 1890 Kaiser-Wilhelm-Straße.
Im Jahre 1802 kaufte Heinrich Friedrich Gottlieb Fetschow, 60 Quadratruten (850 m²) des Grundstückes Dorfstr. 67 (heute Dietzgenstr. 51-53) Ecke Küsterlandweg (Platanenstr.) vom Laßwirt Christian Kraft mit einer Erbzinslast von 11 Thalern / anno.
Das Grundstück war offensichtlich schon mit einem eingeschossigen Gebäude bebaut.
Heinrich Friedrich Gottlieb Fetschow starb 1812.
In den Folgejahren erwarb seine Ehefrau Henriette-Sophia Fetschow weitere 30 Quadratruten für 140 Thaler vom Bauern Paentz und 1816 nochmals 126 Quadratruten für 300 Thaler vom Kaufmann August Crantz. 1830 wurden noch ein Sommerhaus und ein kleines Kutscherhaus hinzu gebaut.
Im Jahre 1847 ließ sie das alte, eingeschossige Gebäude auf dem Grundstück abtragen und auf derselben Grundfläche ein neues Gebäude errichten, ebenfalls eingeschossig, mit einem Familiensaal und im holländischen Stil aus roten Backsteinen. Seitdem wird es Holländerhaus genannt. Auf einer kleinen Fläche neben dem Haus an der Dorfstr. betrieb sie einen kleinen Kräutergarten. Sie starb 1850.
Wissenswertes:
Fetschow´s Tochter Henriette heiratete 1805 den Bankier C. W. Brose. Das Ehepaar hatte 1818 auf der gegenüberliegenden Straßenseite, an der heutigen Dietzgenstraße 42, das von C. C. Engel errichtete Herrenhaus gekauft und von Schinkel umbauen lassen - die Brosevilla. Auch ein Traufenhäuschen nach Vorbild des Küster-Palm-Hauses wurde dazugebaut. Nach Kriegsverlust sind nur Fragmente der hinteren Freitreppe der Brosevilla noch vorhanden.
Das heute wieder errichtete, sogenannte „Brosehaus“ am Eingang zum Brosepark gegenüber der Kuckhoffstr., war ursprünglich das Küster-Palm-Haus (erbaut 1764) und diente später als Stall bzw. Gärtnerhaus im Brose-Anwesen. Kriegsbeschädigt und heruntergekommen, wurde es 1958 abgetragen und ab 1992 in originaler Form wieder aufgebaut. Heute das Vereinshaus des „Freundeskreis der Chronik Pankow e.V.“
In dem 1830 als Sommerhaus errichteten Gebäude auf dem Nebengrundstück zum Holländerhaus, befand sich übrigens von 1912 bis 1931 der erste Fröbel´sche Kindergarten. Später in der DDR eine Volksbücherei. In den 80er Jahren wegen Hausschwammbefall geschlossen. Seit 40 Jahren eine Ruine.
1851 kaufte der Schlossermeister und bedeutende Fabrikant Carl Friedrich August Hauschild aus Berlin das „Holländerhaus“.
In seiner Fabrik in der (ehemaligen) Luisenstadt - Neanderstr. 3, wurden u. a. seine patentierten Zuckerformen zur Erzeugung von Würfelzucker und Tafelschokolade hergestellt.
Zunächst kaufte er weitere 411 Quadratruten vom Bauerngut Paentz für 1.000 Thaler hinzu. Der Flächeninhalt seiner ganzen Besitzungen betrug am 16. August 1851 811 Quadratruten (11.500 m²), von denen 350 Quadratruten (5.000 m²) das Grundstück des Holländerhauses ausmachten.
Dafür waren jährlich an das Königreich abzuführen:
- Niederbarnimer Kreiskasse: 4 ggr (Gute Groschen) (1 Thaler = 3,- Mark / 1 ggr = 12 Pfennige / Stundenlohn ca. 20 Pfennige /  1 Brot ca. 32 Pfennige)
- Kavalleriegeld: 8 ggr
- Giebelschoss: 3 ggr
- Rendanturgebühr: 1 gr
- Freibauerngut: 1 Thaler, 15 ggr
- Hütezins: 2 Thaler
- mehrere Klafter „Kienen- / Eichenklobenholz“
- 28 Fuhren Schafdung

Hauschild beauftragte den Architekten Ludwig Schultz mit dem Umbau des Hauses zu einem Patrizierhaus auf gleicher Grundfläche. Das Ergebnis ist das „Holländerhaus“, so wie es noch heute auf dem Grundstück steht. Gesamt-Geschossfläche: 478,26 m².

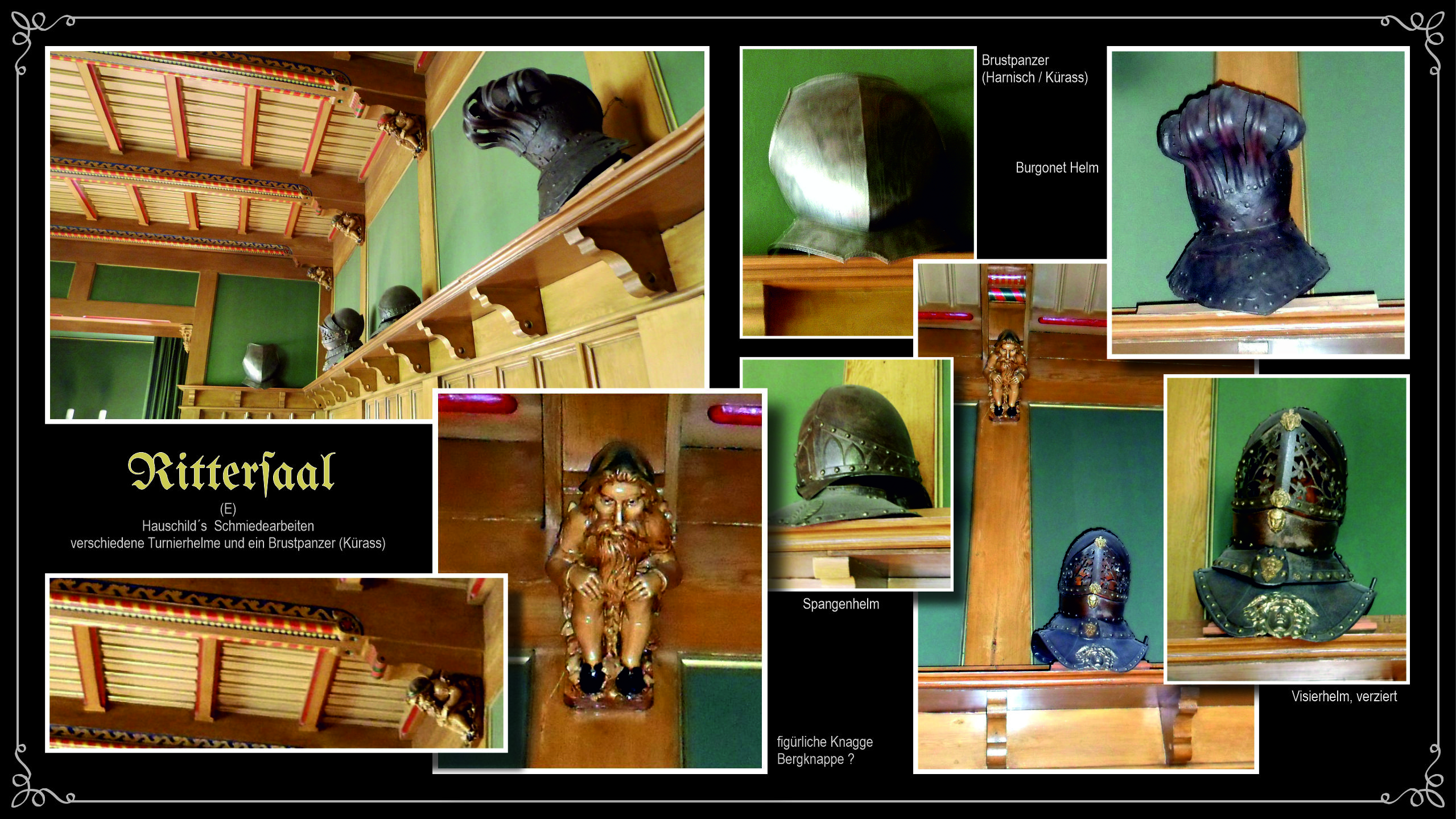
Rittersaal des Holländerhauses Berlin-Niederschönhausen

In den oberen beiden Stockwerken wurden 12 Zimmer angeordnet. Imposant im Inneren des dreigeschossigen Gebäudes ist der 2-stöckige „Rittersaal“, den es noch heute gibt. In diesem, mit bemalter Holzbalkendecke und Wandtäfelung ausgestattet, waren und sind bis heute Kunstschmiedearbeiten zu bewundern. Dazu gehören historische Lanzen und Helme, die der begeisterte Hobbyschmied und Hausherr selbst herstellte. Auch die Möblierung des Saals ist passend rustikal - hohe Lehnstühle und ein mächtiger Tisch.
Die größte Veränderung, die Architekt Schultz vornahm, ist der markante Balkonanbau an der nördlichen Giebelseite.
Dieser Balkon ist mit neugotischen Schnitzereien verziert, bemalt und trägt die Inschriften:
„Soll dir alles wohl gelingen, bau auf Gott in allen Dingen“

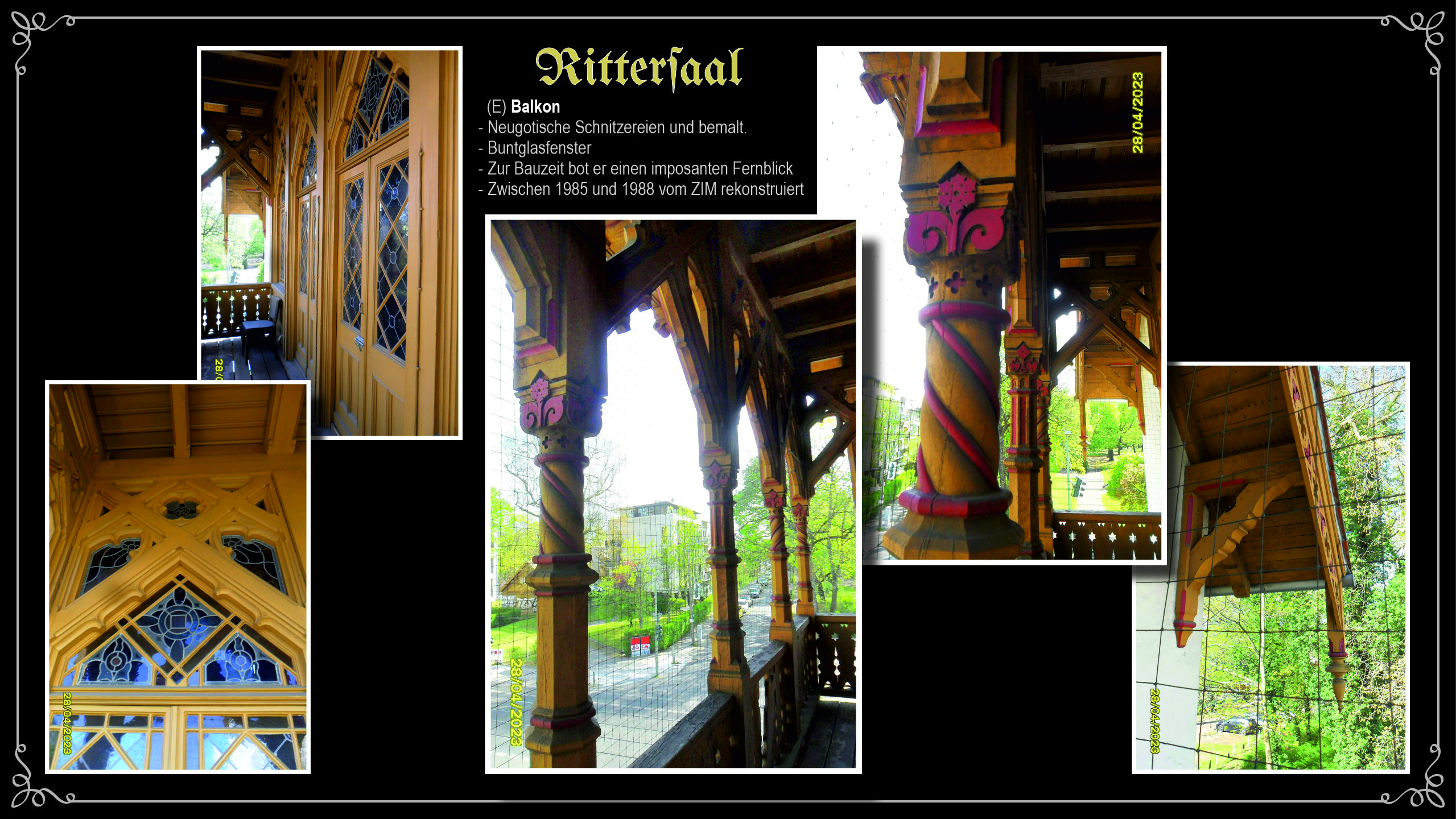
Balkon des Rittersaales des Holländerhauses Berlin-Niederschönhausen

„Voller Fleiß hat mich erdacht - und zu Hauschild´s Ruh´gemacht - Ludwig Schultz der Zimmermann - tadle, wer es besser kann“
An den Balkenköpfen ist noch das Entstehungsjahr 1852 zu sehen. Von diesem Balkon soll man damals einen imposanten Fernblick über die bis an die Waldstraße reichende Bauernheide gehabt haben.
Bemerkenswert ist weiterhin der wundervolle, hölzerne gotische Portalvorbau am Mitteleingang an der Dietzgenstraße. Heute ein gut gelungener Nachbau. Leider wurde das dafür benötigte Fundament in falscher Form hergestellt und man sieht heute die unterschiedlichen Winkel zwischen Holzbau und Fundament.
Auch das schöne ovale Treppenhaus und die Holz-Imitationsmalereien der Paneele, Türen und Fenster im Rittersaal, sind künstlerisch qualitätsvolle Arbeiten.
Weiter wurde eine Remise (Nutzfläche: 140 m²) aus Backstein auf dem Gelände errichtet. Dafür nutzte Schultz eine Schinkelsche Formensprache. Ursprünglich befanden sich in der Remise links die Kutscherwohnung - im Risaliten der Abstellraum für die Kutsche und rechts der Pferdestall. Hinter den rundbogigen Luken befand sich ein Taubenschlag. Uhr Glocke und Wetterfahne ergänzen den Bau.
Auch eine Gartenhalle im gleichen Stil wurde angebaut - an der offenen Seite mit kunstvoller, feingliedriger Arkatur. Die ehemals mit diesen schönen Holzarbeiten verzierte offene Gartenhalle, wurde in den 70er Jahren mit einer festen Wand verschlossen.
Das kleine Holzgebäude mit massivem Sockel hinter der Remise, wurde um 1830 von Fetschow zusammen mit dem Sommerhaus als Kutscherhaus gebaut und diente Hauschild später als Werkstatt für seine Schmiedearbeiten.
Das weitere Gelände glich einem riesigen Waldgarten (5.400 m²) mit verschlungenen Wegen, Rasenflächen, Blumenbeete, einem Teich, künstlichen Hügeln und vielen alten Bäumen bis hin zum Kreuzgraben. Dieser einst prachtvolle und beeindruckende Park ist heute verwildert, entschieden kleiner und mit viel weniger Bäumen. Leider als Parkplatz missbraucht.
Der Denkmalschutz für diesen Park wurde 2012 aufgehoben. Aktuell wird der hintere Teil für den Bau von Wohnhäusern vorbereitet.
Hauschild starb 1858.
1865 verkaufte die Witwe Hauschild das Haus „nebst Zubehör und allem, was darin erd- / band- / wand- / niet- / nagel- und wurzel-fest ist“, einschl. der Gartenbänke, die heute noch vorhanden sind, und Tisch und Stühle vom Rittersaal, für 17.500 Thaler an die mit dem Getreidehändler Rudolf Damköhler verheiratete Berta Damköhler.
Diese wiederum verkaufte 1885 dann das Haus an Dr. phil. Hugo Pratsch (1854–1920), ihren Schwiegersohn, der Gemeindevertreter, Gemeindeschöffe und später 1917-1920 Geschäftsführer der von Hermann Killisch von Horn (Pankower Bürgerpark) gegründeten Berliner-Börsen-Zeitung war. Pratsch kaufte noch das gegenüberliegende Gartengrundstück Kaiser-Wilhelm-Str. 21 hinzu, damit die schöne Aussicht auf den späteren Brosepark nicht verbaut werden konnte.
Dr. Pratsch starb 1920. Nach dem Tod beider Eltern, traten deren Kinder das Erbe an.
In den 1940er Jahren wurden sie angehalten, wegen der Wohnungsnot das Haus in Wohnungen aufzuteilen und diese dann an ausgebombte Berliner zu vermieten.
Zum Ende des Krieges existierte hinter der Gartenhalle ein Splittergraben.
Mangels Investitionen verfiel das Ensemble zunehmend. Kriegsereignisse taten ihr Übriges.
Die 1899 geborene Tochter von Hugo Pratsch, letzte Bewohnerin des Hauses aus der Erbenfamilie – Gertrud Pratsch – starb 1982.
Sie hatte jahrelang versucht, das Haus, als es noch nicht so verfallen war, zu verkaufen. Allein das Stadtbezirksamt hatte sich ein Vorkaufsrecht gesichert und nie eingelöst. Damit waren ihr die Hände gebunden.
Der Stadtbezirk hatte dann aber kein Geld und so wurde der
VEB Kombinat Zentraler Industrieanlagenbau der Metallurgie - Stammbetrieb VEB Automatisierungsbetrieb Berlin (ZIM - Buchholzer Str. 55-61 - 1110 (13156) Berlin-Niederschönhausen) vom Amt veranlasst, der Erbengemeinschaft Pratsch das gesamte Ensemble im Juni 1984 abzukaufen und es auf Verlangen des Denkmalschutzes bis 1988 auf eigene Kosten weitgehend historisch zu restaurieren und nutzte es dann als Bürogebäude. Vom geplanten Restaurierungsumfang (Haupthaus, Remise, Kutscherhaus, Sommerhaus und Park) wurden nur Haupthaus und Remise umgesetzt.
Heute gehört das Gelände der BAGUT GmbH, die es in Teilen an verschiedene Unternehmen vermietet.
Ursprünglich hervorgegangen ist die GmbH 1990 aus der ehemaligen Nomenklatura des ZIM.
Im Museum Pankow (Standort Prenzlauer Allee 227-228) befindet sich die Akte zur Restaurierung des Holländerhauses durch das Kombinat ZIM - einschließlich des denkmalpflegerischen Gutachtens, Farbproben und Fotos.
Übrigens:
Am 16. Juni 2016 wurde die Feuerwehr zum Holländerhaus gerufen, weil ein Blitzschlag die 30 Meter hohe alte Winterlinde (Tilia cordata), die direkt an der Hinterseite des Hauses steht, gespalten hatte und ein abgestürzter Teil mittig in einem der Zwerchhäuser des Hauses eingeschlagen war. Der schwere Ast konnte nach vierstündiger Arbeit mit einem Kran aus dem Dach geborgen werden.
Der Schaden am Dach wurde repariert – die Linde existiert heute nur noch als verkohlter Stamm, treibt aber neuerdings wieder aus.

In der Nähe des Hauses wächst auch eine sehr schöne Eibe (Taxus baccata) die bis zu 3.000 Jahre alt werden kann.

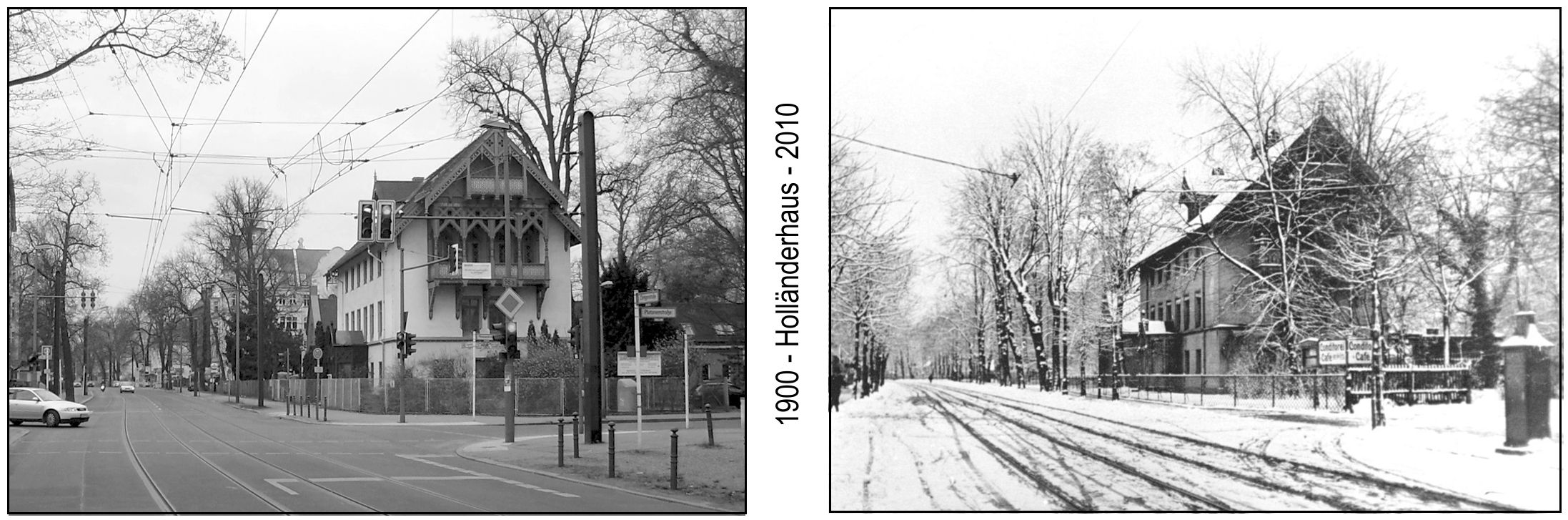
Holländerhaus 2010 und 1900